# Luc Vancauwenberge
Luc Vancauwenberge, né le 19 juin 1956 à Opbrakel, est un homme politique belge, membre du Parti du travail de Belgique (PTB).

## Biographie
Luc Vancauwenberge nait le 19 juin 1956 à Opbrakel.
Il est fonctionnaire au ministère des Finances.
Lors des élections régionales de 2019, à la suite de la décision de Ahmad Haagiloee de ne pas siéger, il devient député au Parlement de la région de Bruxelles-Capitale et au Parlement de la Communauté française de Belgique.